# Бійцівський клуб (Цілком таємно)
Бійцівський клуб (Fight Club) — 20-й епізод сьомого сезону серіалу «Цілком таємно». Епізод не належить до «міфології серіалу» — це монстр тижня. Прем'єра в мережі «Фокс» відбулася 7 травня 2000 року.
У США серія отримала рейтинг Нільсена, рівний 6.9, це означає, що в день виходу її подивилися 11.7 мільйона глядачів.

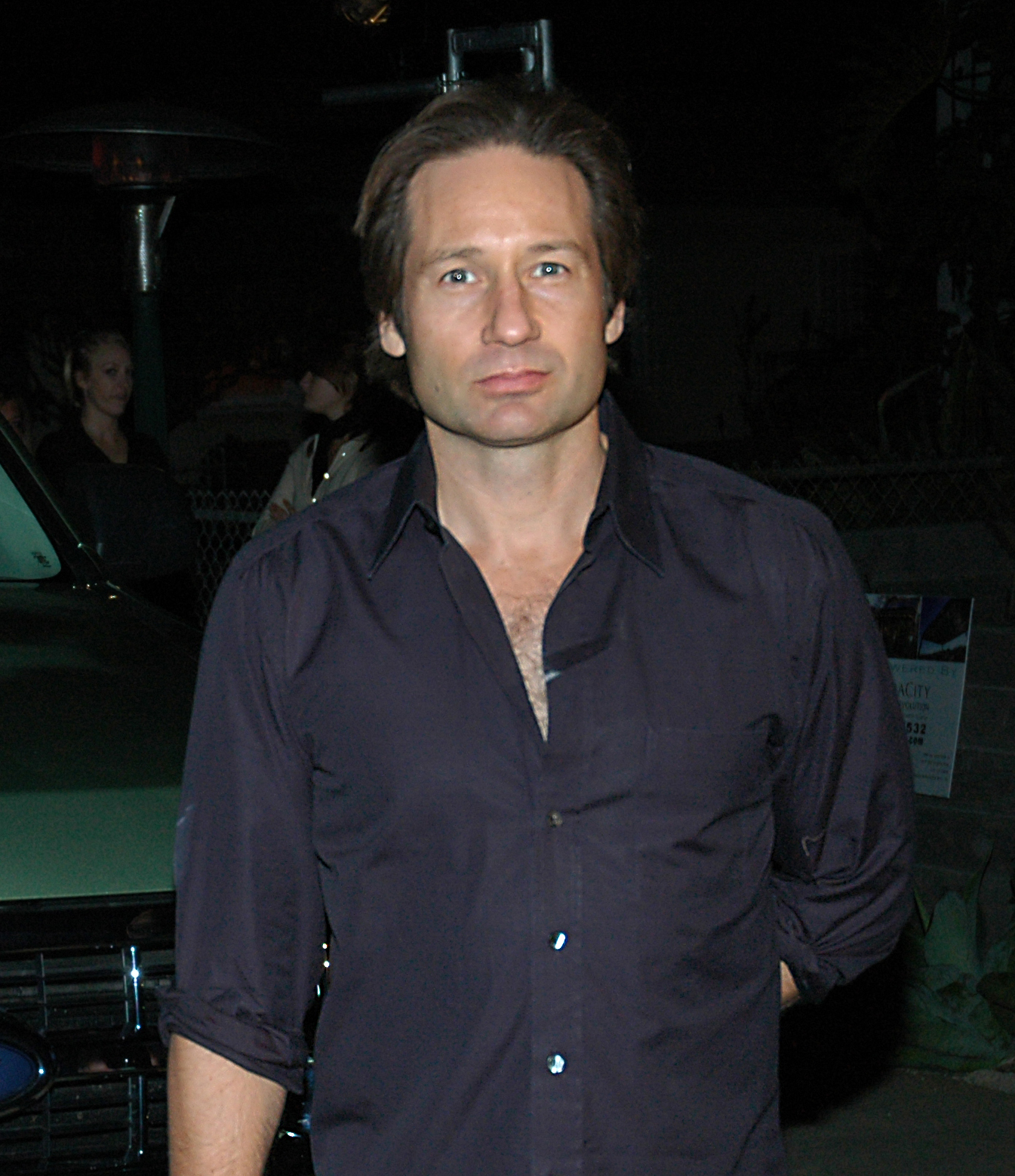

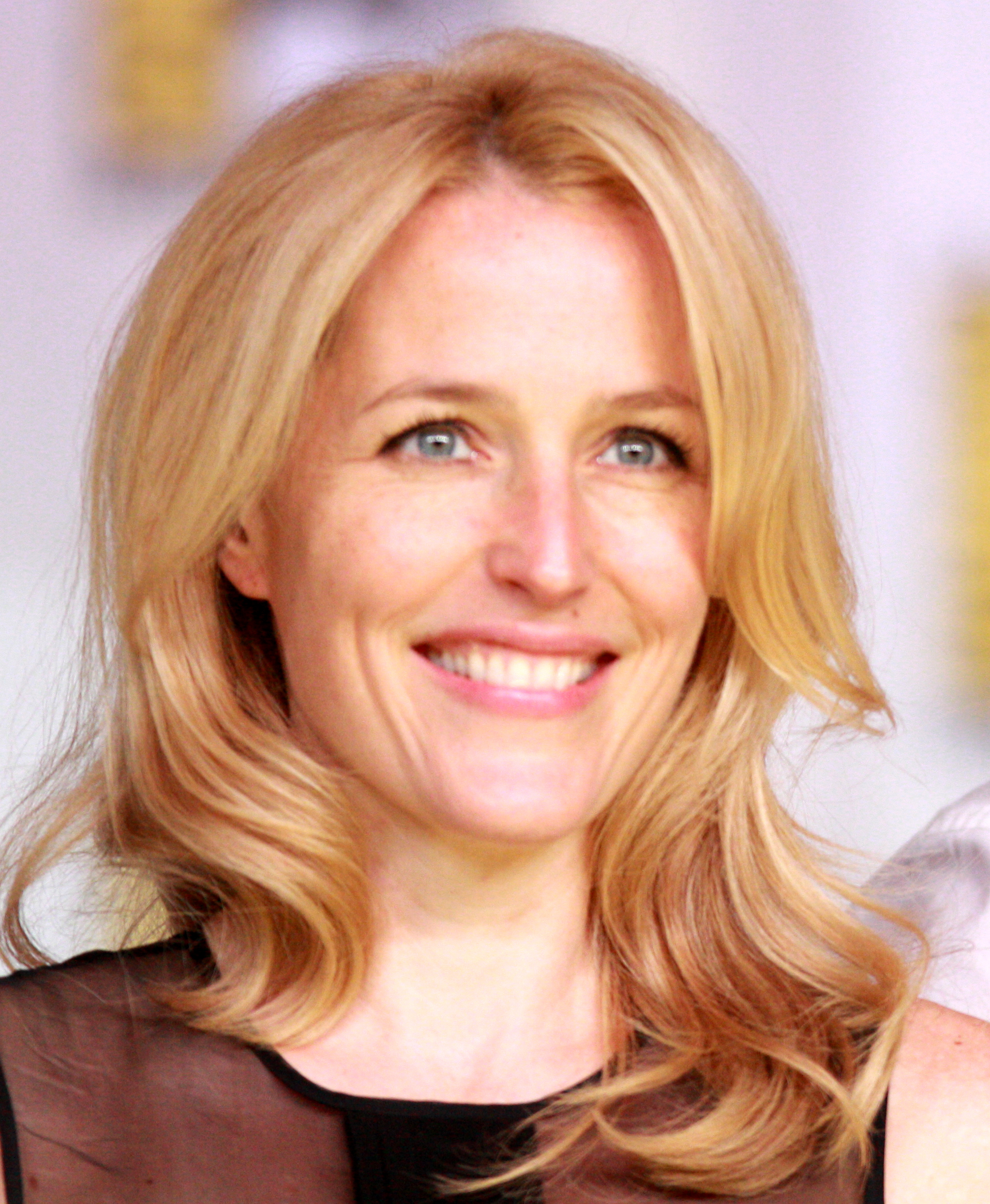

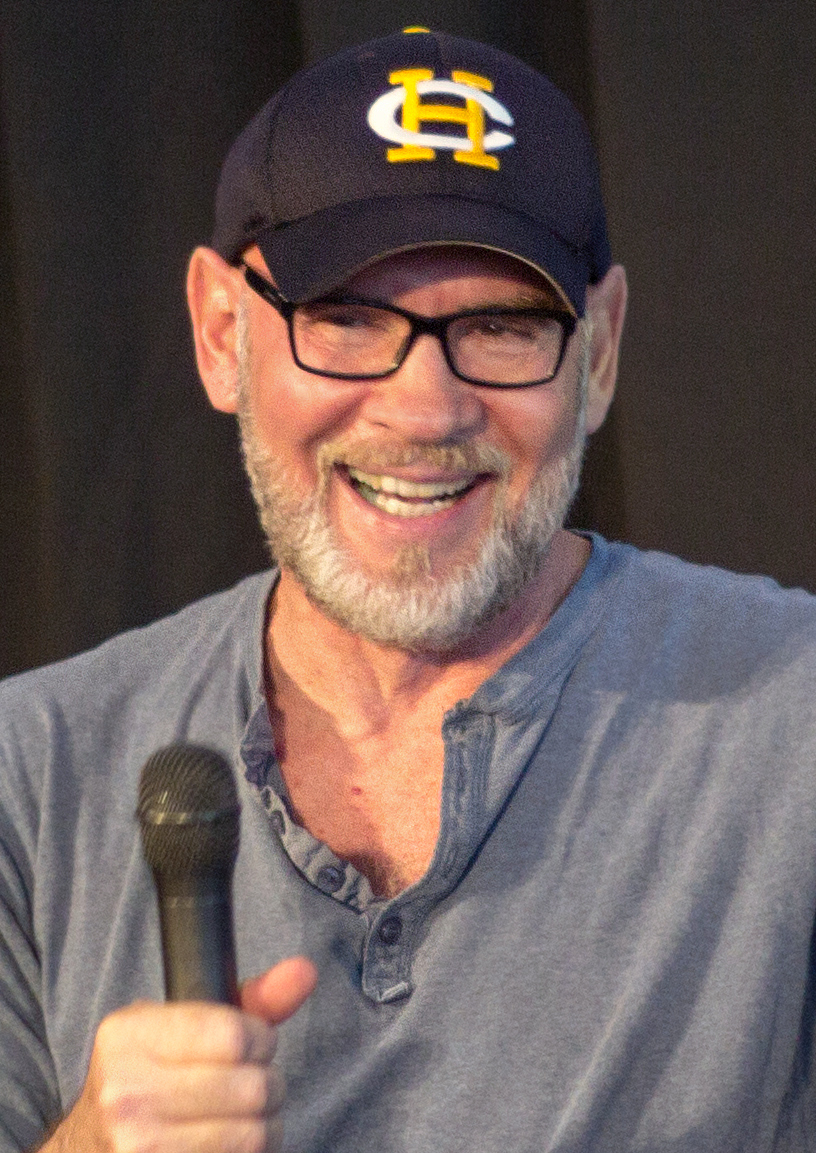

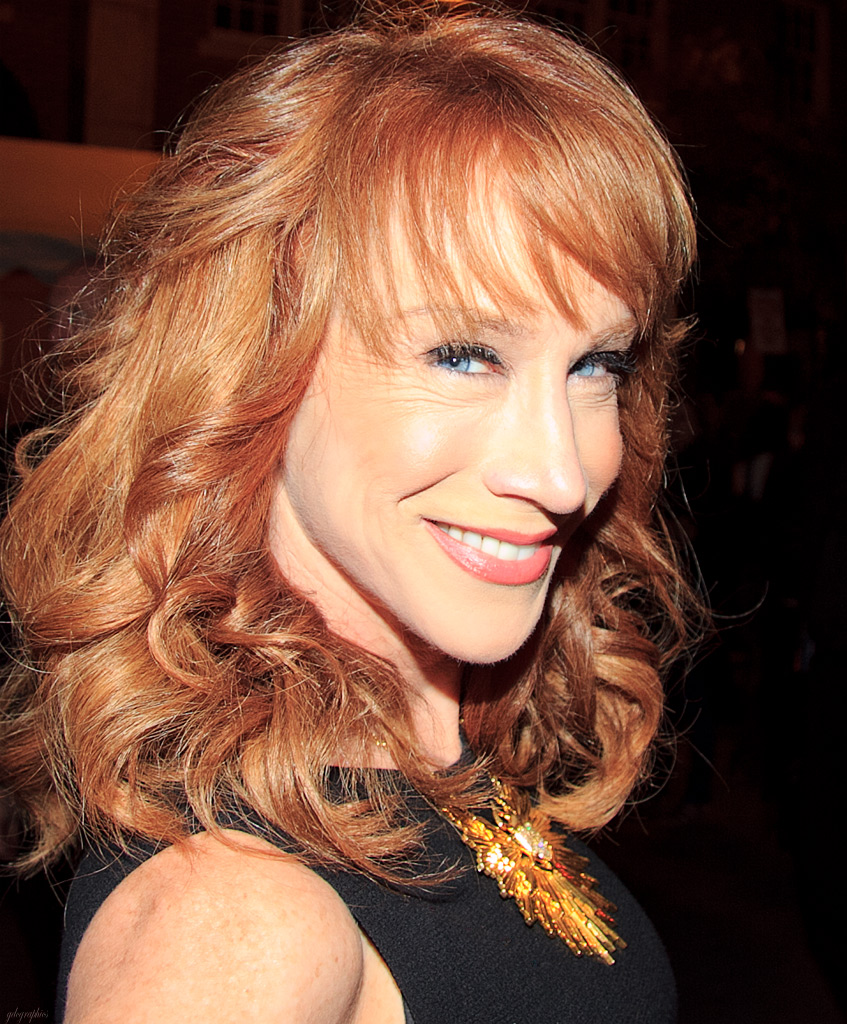

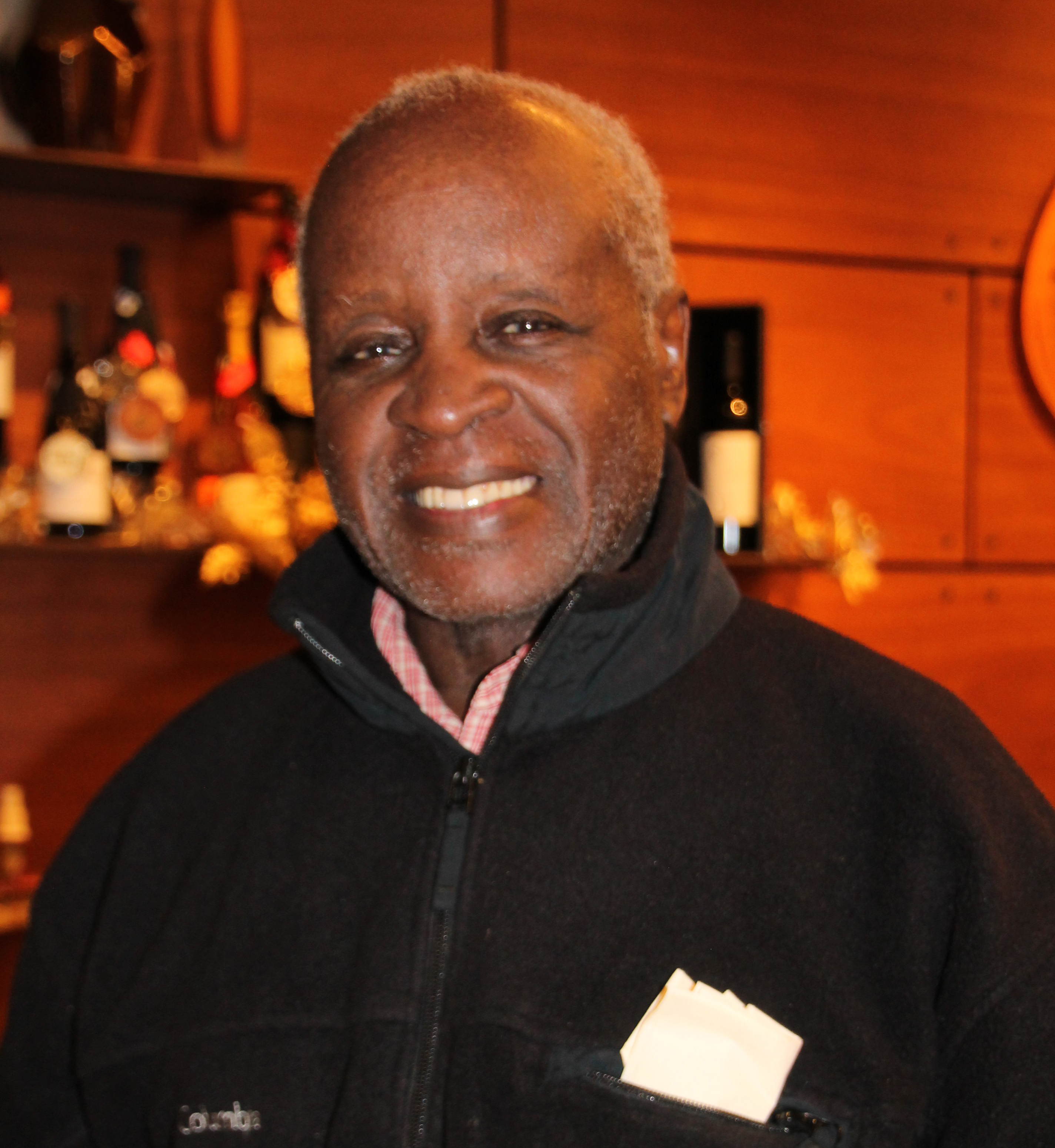

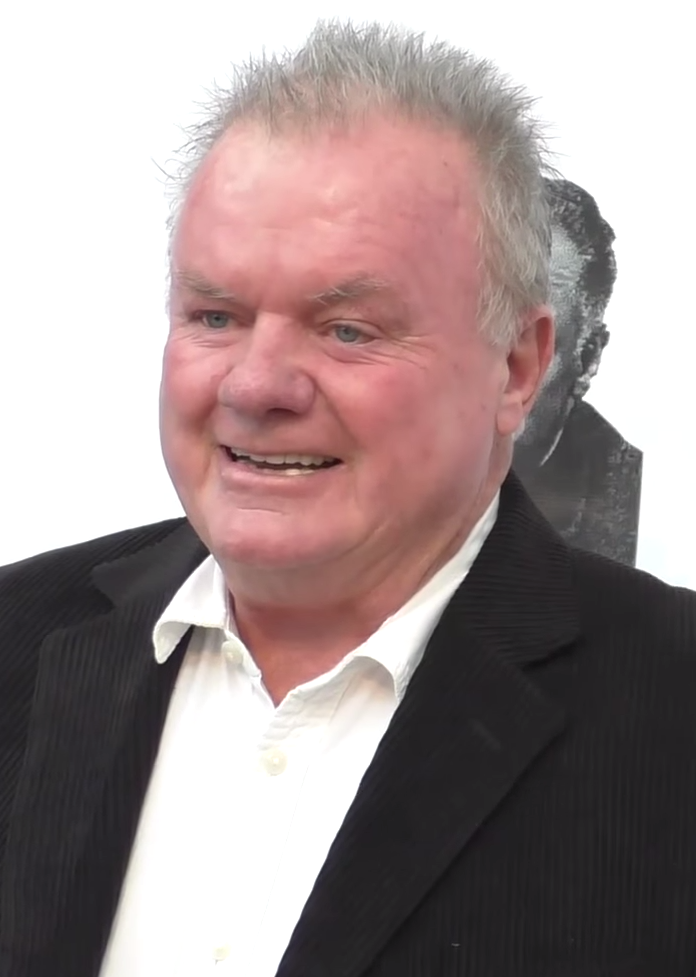

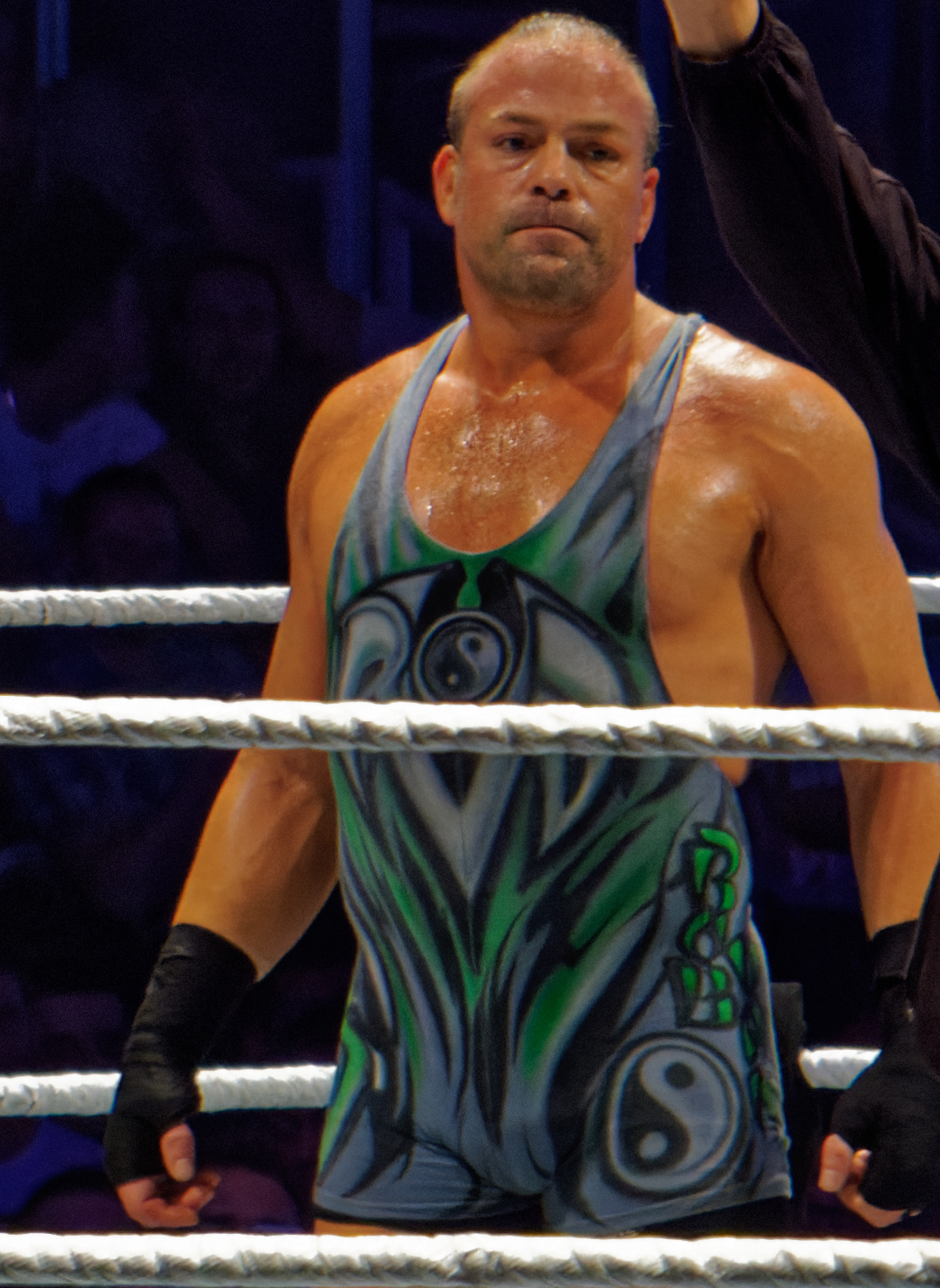

Малдер і Скаллі мають справу з випадком двійнючок, які, коли вони наближаються, викликають катастрофу. Роз'єднавшись, агенти намагаються з'ясувати, що і чому вони роблять.

## Зміст
Істина поза межами досяжного
У передмісті Канзас-Сіті пара місіонерів натикаються на двох абсолютно однакових жінок, що живуть по сусідству — Бетті і Лулу. Після цього без будь-якої видимої причини місіонери починають битися один з одним — аж поки їх не розтягує поліційний патруль.
Через деякий час першу жінку, Бетті Темплтон, відвідують пара агентів ФБР (спочатку здається, що Малдер і Скаллі) — а в машині сидять два добряче збиті місіонери. Під час бесіди повз проїжджає друга жінка, Лулу Пфайфер, після чого обидва агенти накидаються один на одного. Виявляється, що це два агента, зовні схожі на Малдера і Скаллі. Пропрацювали разом сім років — і серйозно постраждали під час бійки; вони стверджують, що були кимось одержимі.
За справу беруться Малдер і Скаллі. Дейна передбачає особливий погляд на справу Фокса і намагається вгадати про що йтиметься — про примар ачи ефект двійників. Скаллі продекламувала майже всі твердження Фокса — і той пригнічено відмовляється проводити замість неї розтини. З'ясовується, що обидві жінки з якихось незрозумілих причин слідували ода за другою протягом 12 років по 17 штатам. Там, де вони зустрічалися, відбувався якийсь незвичайний катаклізм. Малдер з'ясовує, що обидві жінки зустрічаються з одним і тим же чоловіком — професійним рестлером Бертом Зупаніком. Берт винен велику суму грошей організатору боїв Аргайлу Саперстайну. Під час передачі грошей Лулу якраз входить в бар. В цей час з туалету бару виходить Бетті. Жінки знову бачать один одного, через що починається землетрус. Скориставшись тим, що Зупанік від удару непритомніє, Саперстайн привласнює гроші і ховається.
Напарники вирішують ізолювати жінок-двійників і допитати їх окремо. Кожна з них стверджує, що у всіх бідах винна інша. Через брак складу злочину обидвох відпускають. При наступній зустрічі Лулу і Бетті настає черговий катаклізм, через який Малдера засмоктує в каналізацію. Тим часом Скаллі виявляє, що у обидвох жінок спільний батько по імені Боб Дампфус, що знаходиться в даний час у в'язниці. Поспілкувавшись з ним, Скаллі виявляє, що той не при своєму розумі і часто схильний до спалахів люті. Перебуваючи у в'язниці, Скаллі бачить людину, геть схожу на Берта Зупаніка. Вона вирішує познайомити його з нещасною трійцею, сподіваючись на те, що дві жінки перестануть злитися одна на одну і катаклізми припиняться. Бетті проникає в копіювальний заклад і друкує Зупаніку фальшиві банкноти. Пізнього вечора Малдера вдається вибратися з каналізаційної системи.
Лулу і Бетті в черговий раз зустрічаються одна з одною, на цей раз під час бою Берта Зупаніка на рингу. Відразу після цього всі вболівальники починають битися один з одним. З'являється другий Берт Зупанік, і загальна бійка несподівано зупиняється. Але в цей момент обидва Берта помічають одне одного, і бійка розгорається з новою силою.
Малдер і Скаллі, неабияк побиті і з накладеними швами, пояснюють Сайперстайну, що загальний батько Бетті і Лулу був донором сперми, як і загальний батько обох рестлерів і дрібних злочинців Зупаніків. Імовірність зустрітися для них була мізерно мала, проте це сталося. І якщо при зустрічі двох двійників виникали непередбачувані катаклізми, то зустрічей чотирьох двійників в одній точці слід уникати за будь-яку ціну.

## Зйомки
За словами Кріса Картера, «Бійцівський клуб» склався на основі ідеї, яку він продумав до початку сезону «про невідповідних близнюків, які мали майже ядерну реакцію, коли були поруч один з одним». Картер зазнав сильного часового тиску, коли писав сценарії для «Бійцівського клубу», оскільки він тоді також писав пілотний сценарій для «Самотніх стрільців». Через напругу і стрес при опрацюванні двох сценаріїв одразу, сценарій «Бійцівського клубу» «відображав безумство» завдання Картера — за словами Марка Шапіро. Виконавчий продюсер Френк Спотніц погодився з такою оцінкою, зазначивши, що коли він вперше подивився сценарій, то відчув, що «епізод мав дивний тон. Це було схоже на дике шоу».
Кастинг для епізоду був напруженим. Рік Міллікан, кастинг-директор, обрав Рендалла «Текса» Кобба для ролі Берта Зупаніка, а коміка Кеті Гріффін — двох сестер. Два борці — Джин Лебель та Роб Ван Дам — також були найняті на роль бармена та суперника Зупаніка відповідно. Близько початку епізоду з'являються два агенти ФБР, які надзвичайно схожі як за зовнішнім виглядом, так і за голосом, з Малдером й Скаллі. Цих персонажів зіграли Стів Кізіак та Арлін Піледжі. Раніше Кізіак був дублером Девіда Духовни в епізоді третього сезону. Арлін Піледжі — дружина Мітча Піледжі, який зображає Волтера Скіннера в серіалі. Пізніше Духовни та Андерсон дублювали свої голоси по голосах Кізіака та Піледжі.
Джека Макгі було обрано на роль Боба Дамфуза, батька зведених сестер з серйозною проблемою гніву. Полу Шапіро було доручено керувати епізодом, а багато фізичних ефектів в епізоді координував Денні Веселіс. Що стосується останнього напряму, епізод містив кілька сцен із великими каскадерськими роботами, і пізніше Веселіс пояснив: «Під час вибухів в барі у нас була повна кімната з трюками, обсипаними битим склом. Ми використовували каскадерів для більшості місіонерів та спеціальних — для бійців». Фінальна сцена, на якій представлений стадіон, наповнений людьми, що нападають один на одного після появи Темплтонів, була знята в Великій олімпійській аудиторії у Лос-Анджелесі. Там було задіяно кілька сотень статистів, багато з яких були запрошені через інтернет-публікації та оголошення, розміщені у «вибраних публікаціях». Шістнадцять навчених каскадерів та близько 200 картонних постатей доповнили сотні статистів, щоб надати стадіону остаточного, заповненого відчуття. Під час зйомок бійки натовпу, пізніше продюсер Гаррі Брінг зазначив, «кілька глядачів захопилися, і ми повинні були сказати їм, щоб вони заспокоїлися». Під час постпордукції, розділений екран був використаний редакторами як шлях до відповідного зображення сцени.

## Показ і відгуки
«Бійцівський клуб» вперше вийшов в ефір у США 7 травня 2000 року. Цей епізод отримав рейтинг Нільсена 6,9 з часткою 11, що означає — приблизно 6,9 % всіх домогосподарств, обладнаних телевізором, і 11 % відсотків домогосподарств що дивились телевізор, налаштувалися на нього. Його переглянули 11,70 мільйона глядачів. Епізод, випущений у Великій Британії та Ірландії в етері «Sky One» 30 липня 2000 року, переглянуло 0,67 млн глядачів — що зробило його третім за популярністю епізодом того тижня.
Критичний прийом «Бійцівського клубу» був переважно негативним. Зак Гендлен з «The A.V. Club» дав епізоду оцінку «D–»; він назвав його «страшною штукою» і написав, що «в примусовій вигадці є щось прогіркле; це гни́ло і самовдоволено». Оглядач критикував нездатність Гріффін зобразити двох окремих персонажів, а також невдачу Картера при написанні комедійного сценарію. Гендлен також відчував, що «невблаганна самосвідомість вже не потішна».
Том Кессеніч у книзі «Іспити» дав епізоду в'їдливий огляд. Він написав: "Якщо це дійсно правда, що десь в цьому величезному світі у всіх нас є однояйцеві близнюки, у мене є одне потаємне бажання для свого. Оглядачка Крістіна Бржустоскі з «11th Hour» висловила думку: «Якраз тоді, коли ви думали, що „Цілком таємно“ не змоглл отримати більшу зірку, ніж Вікторія Джексон, Кріс Картер знову встигає — на цей раз із не однією, а двома (любий Боже!), двома Кеті Гріффін в епізоді-копії „Бійцівського клубу“. Це легковажна думка, що роз'єднаний, кульгавий епізод, мабуть, не буде легко сплутати з набагато кращим фільмом про Девіда Фінчера з однойменною назвою. Але тодішній стан „ Досьє Ікс“ робить Пригоди Елмо в Брудляндії схожим на претендента на „Оскар“».
Кеннет Сілбер з «Space.com» дуже негативно віднісся до епізоду, зазначивши: «Цей епізод передає сильне почуття письменника, режисера та акторів, які просто перебирають всі дії, збираючи свої значні зарплати, і не виходячи з таймера сезону та серіалів. Сюжет не є переконливим, самі агенти, здається, не сприймають його всерйоз, а постаті, навколо яких обертається дія — це трохи більше, ніж шифри».
Роберт Ширман і Ларс Пірсон у книзі «Хочемо вірити: критичний посібник з Цілком таємно, Мілленіуму й Самотніх стрільців» оцінили епізод 1 зіркою з п'яти. Вони зазначали: «„Бійцівський клуб“ є маркером для серіалу, який, здається, хоче померти зараз — то ж будь ласка… це тонально один з найбільш нетипових епізодів, коли-небудь демонстрованих серіалом». Пола Вітаріс з «Cinefantastique» надала епізоду в значній мірі негативний відгук і відзначила 1 зіркою з чотирьох. Вона розкритикувала використання Кеті Гріффін і стверджувала: «запрошений акторський склад — один з найгірших за всю історію. Гріффін… просто не відповідає цій задачі; вона взагалі не може розрізнити Бетті та Лулу… ] і вона читає кожен рядок так, ніби все ще перебуває у скасованому ситкомі»..
Рецензентка «io9» рецензент Сіріаке Лама назвала «близнюків Кеті Гріффін» десятим «Найсмішнішим монстром тижня», і висміяла її виступ у ролі двійні Темплтон. 2016 року в рейтингу всіх серій серіалу від найкращого до гіршого «Vulture.com» назвав «Бійцівський клуб» найгіршим епізодом.
Не всі відгуки були аж такими негативними. Річ Розелл з «DigitallyObsessed.com» відзначив епізод 4,5 із 5 зірок і зазначив: «у „Бійцівському клубі“ є кілька чудових візуальних моментів, і Кріс Картер розкриває перед нами майже Вінса Гіллігана (в собі) з його коміксом тут».

## Знімалися
- Девід Духовни — Фокс Малдер
- Джилліан Андерсон — Дейна Скаллі
- Кеті Гріффін — Бетті Темплтон і Лулу Пфайффер
- Рендалл Кобб — Берт Зупанік
- Арт Еванс — Аргайл Сайперстайн
- Джек Макгі — Злий Боб
- Роб Ван Дам — опонент
- Джин Ле-Бел — бармен
- Арлін Піледжі — жінка схожа на Скаллі